# Plimpton 322

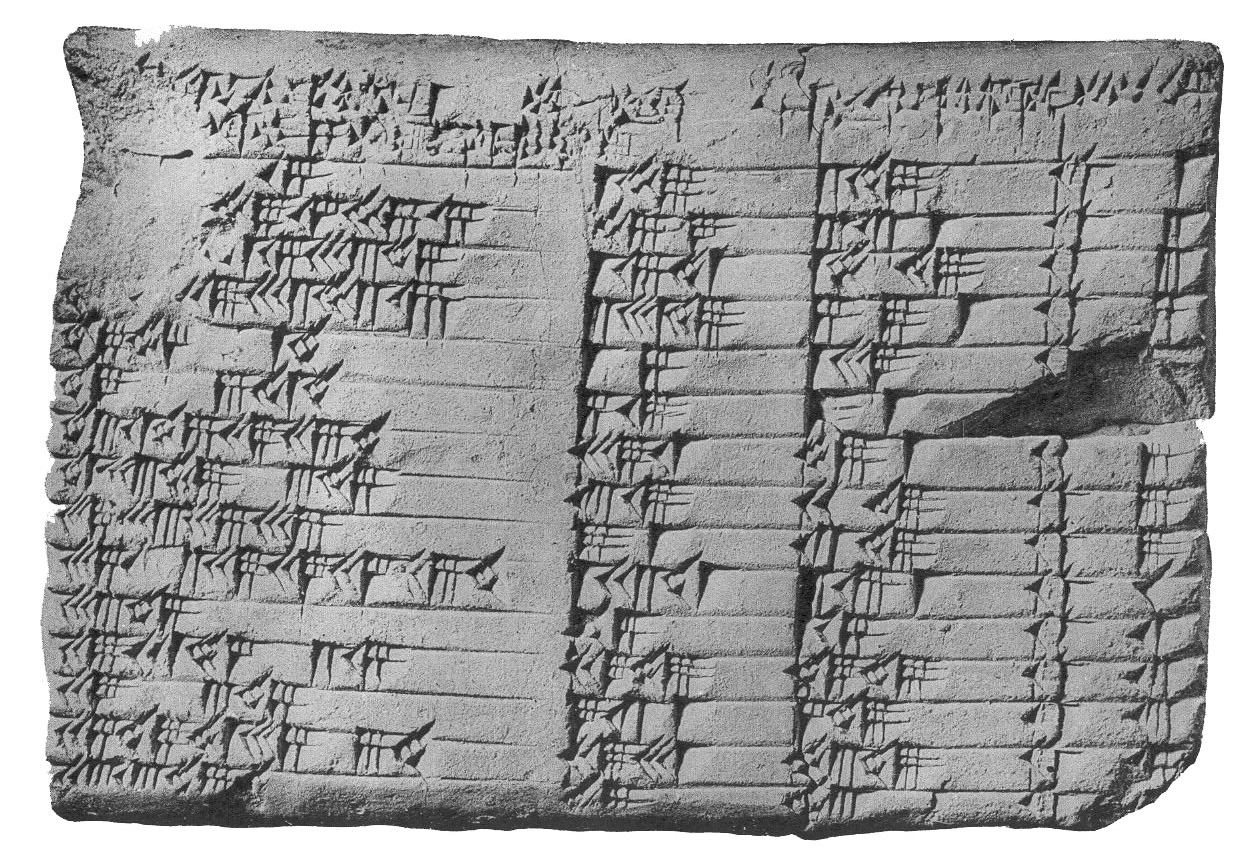
Табличка Plimpton 322

Plimpton 322 — название вавилонской глиняной таблички, свидетельствующей о высоком развитии математики в древней Месопотамии.
Из около полумиллиона вавилонских глиняных табличек, найденных с начала девятнадцатого века, несколько тысяч носят математический характер. Пожалуй, самым известным примером вавилонской математики является табличка Plimpton 322, названная так потому, что имеет номер 322 в Плимптонской коллекции Колумбийского университета. Считается, что эта табличка была написана около 1800 года до н. э. На ней изображена таблица из четырёх столбцов и пятнадцати строк чисел, записанных клинописью того периода. Второй и третий столбцы содержат пару чисел из пифагоровой тройки, то есть числа {\displaystyle a} и {\displaystyle c}, такие что они входят в пифагорову тройку {\displaystyle a^{2}+b^{2}=c^{2}}. Ею владел сначала археолог Эдгар Бэнкс, затем филантроп Джордж Артур Плимптон.
Например, первая строка содержит числа, записанные в шестидесятеричной системе как 1°59 и 2°49 (то есть 119 и 169). Так как разница квадратов этих чисел является точным квадратом: {\displaystyle 169^{2}-119^{2}=120^{2}}, то эти числа входят в пифагорову тройку.
Первый столбец этой таблицы содержит число, которое может быть получено как {\displaystyle (c/b)^{2}}. Последний столбец содержит просто номер строки (от 1 до 15).